# Calcio Padova 2016-2017
Questa voce raccoglie le informazioni riguardanti il Calcio Padova nelle competizioni ufficiali della stagione 2016-2017.

## Stagione
Il Padova nella stagione 2016-2017 disputa il ventisettesimo campionato di terza serie della sua storia, nel girone B di Lega Pro.
Nella Coppa Italia, il Padova viene eliminato al primo turno dal Seregno.
Nella Coppa Italia di Lega Pro la squadra patavina è arrivata in semifinale, eliminata dal Venezia, dopo essersi qualificata automaticamente ai sedicesimi di finale grazie alla partecipazione alla Coppa Italia, ed aver eliminato Bassano, Carrarese e Tuttocuoio Pantedera.
Il campionato di Lega Pro si è concluso con il Padova classificatosi al quarto posto con 66 punti, accedendo ai Play-off, ma dove è stato eliminato nella prima fase perdendo (3-1) contro l'Albinoleffe.

## Divise e sponsor
Sponsor tecnico è Macron. Sponsor ufficiali sono Italiana Assicurazioni, Zanutta, Dermomed e Tiemme Costruzioni. La prima divisa è in completo bianco, la seconda in completo rosso.
| Casa | Trasferta | Terza divisa | Portiere |

## Organigramma societario
Area direttiva
- Presidente: Giuseppe Bergamin
- Vicepresidente: Edoardo Bonetto
- Consigliere e amministratore delegato: Roberto Bonetto
- Soci: Moreno Beccaro, Massimo Poliero, Giampaolo Salot, Walter Tosetto

Area amministrativa
- Segretario sportivo: Fabio Pagliani
- Amministrazione: Benedetto Facchinato
- Segretario settore giovanile: Michele Capovilla
- Collaboratrice segreteria settore giovanile: Veronica Serafin
- Responsabile biglietteria: Riccardo Zanetto
- Collaboratore biglietteria: Alessandro Agostini
- Collaboratore segreteria e logistica: Francesco Stecca

Area comunicazione e marketing
- Responsabile marketing: Enrico Candeloro (World Appeal)
- Immagine e direzione house organ: Ferruccio Ruzzante
- Ufficio stampa e SLO: Massimo Candotti
- Web editor: Dante Piotto

Area tecnica
- Direttore sportivo: Fabrizio De Poli
- Allenatore: Oscar Brevi
- Allenatore in seconda: Andrea Bergamo
- Preparatore atletico: Fabio Martinelli
- Preparatore portieri: Adriano Zancopè
- Responsabile settore giovanile: Giorgio Molon
- Collaboratore area tecnica: Marco Bergamin, Simone Tognon
- Team manager: Marcelo Mateos
- Dirigente accompagnatore: Pierino D'Ambrosio

## Rosa
| N. |                    | Ruolo | Calciatore         |
| -- | ------------------ | ----- | ------------------ |
| 1  | Italia (bandiera)  | P     | Giacomo Bindi      |
| 2  | Italia (bandiera)  | D     | Alberto Tentardini |
| 3  | Italia (bandiera)  | D     | Alessandro Favalli |
| 4  | Italia (bandiera)  | C     | Luca Berardocco    |
| 5  | Italia (bandiera)  | C     | Francesco Dettori  |
| 6  | Italia (bandiera)  | C     | Matteo Mandorlini  |
| 7  | Italia (bandiera)  | C     | Tommaso Fantacci   |
| 8  | Italia (bandiera)  | C     | Carlo De Risio     |
| 9  | Italia (bandiera)  | A     | Cristian Altinier  |
| 10 | Brasile (bandiera) | A     | Neto Pereira       |
| 11 | Gambia (bandiera)  | C     | Yusupha Bobb       |
| 13 | Italia (bandiera)  | D     | Andrea Sbraga      |

| N. |                      | Ruolo | Calciatore           |
| -- | -------------------- | ----- | -------------------- |
| 15 | Italia (bandiera)    | A     | Domenico Germinale   |
| 16 | Italia (bandiera)    | C     | Nicola Madonna       |
| 17 | Italia (bandiera)    | C     | Riccardo Gaiola      |
| 18 | Italia (bandiera)    | C     | Davide Mazzocco      |
| 19 | Italia (bandiera)    | D     | Michele Russo        |
| 20 | Italia (bandiera)    | D     | Alberto Boniotti     |
| 21 | Argentina (bandiera) | A     | Luis Alfageme        |
| 22 | Italia (bandiera)    | P     | Alessandro Favaro    |
| 23 | Italia (bandiera)    | D     | Daniel Cappelletti   |
| 25 | Brasile (bandiera)   | D     | Emerson              |
| 27 | Brasile (bandiera)   | C     | Filipe Gomes Ribeiro |
| 33 | Brasile (bandiera)   | A     | Caio De Cenco        |

## Calciomercato
I trasferimenti e il costo delle operazioni sono disponibili qui.

### Sessione estiva(dal 01/07 al 31/08)
| Acquisti         | Acquisti             | Acquisti    | Acquisti              |
| R.               | Nome                 | da          | Modalità              |
| ---------------- | -------------------- | ----------- | --------------------- |
| P                | Giacomo Bindi        | Pisa        | definitivo (275000 €) |
| D                | Alberto Boniotti     | Brescia     | prestito              |
| D                | Daniel Cappelletti   | Cittadella  | definitivo (250000 €) |
| D                | Emerson              | Livorno     | definitivo (75000 €)  |
| D                | Nicola Madonna       | Spezia      | definitivo (150000 €) |
| D                | Davide Monteleone    | Palermo     | prestito              |
| D                | Michele Russo        | Cremonese   | definitivo (150000 €) |
| D                | Alberto Tentardini   | Como        | definitivo (50000 €)  |
| C                | Francesco Dettori    | Carrarese   | definitivo (225000 €) |
| C                | Tommaso Fantacci     | Empoli U-19 | prestito              |
| C                | Ricardo Gaiola       | Inter       | prestito              |
| C                | Matteo Mandorlini    | Pordenone   | definitivo (175000 €) |
| A                | Luis Alfageme        | Casertana   | definitivo (250000 €) |
| Altre operazioni |                      |             |                       |
| R.               | Nome                 | da          | Modalità              |
| D                | Fabio Busetto        | Rovigo      | fine prestito         |
| C                | Filipe Gomes Ribeiro | Perugia     | definitivo (150000 €) |
| C                | Manuel Giandonato    | Lanciano    | fine prestito         |
| C                | Davide Marcandella   | Este        | fine prestito         |
| A                | Davide De Martin     | Sacilese    | fine prestito         |
| A                | Domenico Germinale   | Bassano     | definitivo (75000 €)  |
| A                | Filippo Pittarello   | Luparense   | fine prestito         |

| Cessioni         | Cessioni            | Cessioni      | Cessioni              |
| R.               | Nome                | a             | Modalità              |
| ---------------- | ------------------- | ------------- | --------------------- |
| P                | Lazar Petkovic      | Carpi         | definitivo (150000 €) |
| P                | Reinis Reinholds    | Civitanovese  | definitivo (25000 €)  |
| D                | Maro Dell'Andrea    | Mestre        | prestito              |
| D                | Marcus Diniz        | Losanna       | definitivo (225000 €) |
| D                | Matteo Dionisi      | Rovigo        | definitivo (125000 €) |
| D                | Fabiano             |               | ritiro                |
| D                | Daniel Niccolini    |               | svincolato            |
| C                | Armando Anastasio   | Napoli        | fine prestito         |
| C                | Luca Baldassin      | Chievo Verona | definitivo (250000 €) |
| C                | Rosario Bucolo      | Catanzaro     | definitivo (175000 €) |
| C                | Daniele Corti       | Seregno       | definitivo (75000 €)  |
| C                | Manuel Giandonato   | Livorno       | definitivo (200000 €) |
| C                | Oleg Turea          | Triestina     | prestito              |
| A                | Enrico Bearzotti    | Hellas Verona | fine prestito         |
| A                | Francesco Finocchio | Pordenone     | fine prestito         |
| A                | Marco Ilari         | Rovigo        | definitivo (100000 €) |
| A                | Nicola Petrilli     | Maceratese    | prestito              |
| A                | Claudio Sparacello  | Trapani       | fine prestito         |
| Altre operazioni |                     |               |                       |
| R.               | Nome                | da            | Modalità              |
| A                | Davide De Martin    | Montebelluna  | definitivo            |
| A                | Filippo Pittarello  | Correggese    | definitivo (75000 €)  |

### Sessione invernale(dal 04/01 al 01/02)
| Acquisti         | Acquisti         | Acquisti       | Acquisti              |
| R.               | Nome             | da             | Modalità              |
| ---------------- | ---------------- | -------------- | --------------------- |
| C                | Luca Berardocco  | Sambenedettese | definitivo (250000 €) |
| C                | Yusupha Bobb     | Chievo Verona  | prestito              |
| A                | Caio De Cenco    | Chievo Verona  | definitivo (250000 €) |
| Altre operazioni |                  |                |                       |
| R.               | Nome             | da             | Modalità              |
| P                | Cristian Iakob   | Avantul Reghin | definitivo            |
| C                | Alessio Bertacco |                | svincolato            |

| Cessioni         | Cessioni             | Cessioni         | Cessioni              |
| Altre operazioni | Altre operazioni     | Altre operazioni | Altre operazioni      |
| R.               | Nome                 | da               | Modalità              |
| ---------------- | -------------------- | ---------------- | --------------------- |
| D                | Matteo Dionisi       | Rovigo           | definitivo (125000 €) |
| C                | Filipe Gomes Ribeiro | Boavista         | definitivo (100000 €) |
| C                | Davide Marcandella   | Adriese          | prestito              |
| A                | Domenico Germinale   | Fano             | definitivo (75000 €)  |

## Risultati

### Lega Pro

#### Girone di andata
| Arbitro: | Valiante (Salerno) |

|                                      |           |  |
| Di Massimo 40’ Berardocco 66’ (rig.) | Marcatori |  |

| Arbitro: | Di Gioia (Nola) |

|              |           |           |
| Altinier 67’ | Marcatori | 38’ Gonzi |

| Arbitro: | Detta (Mantova) |

|                         |           |  |
| Altinier 7’ Madonna 21’ | Marcatori |  |

| Arbitro: | Guarnieri (Empoli) |

|                     |           |             |
| Gucci 18’, 60’, 83’ | Marcatori | 43’ Madonna |

| Arbitro: | Cipriani (Empoli) |

|             |           |                |
| Dettori 21’ | Marcatori | 90+4’ Palmieri |

| Arbitro: | Pashuku (Albano Laziale) |

|  |           |                 |
|  | Marcatori | 86’ Cappelletti |

| Padova 1º ottobre 2016, ore 18:30 CEST 7ª giornata | Padova           | 0 – 0 referto | Mantova | Stadio Euganeo (3 957 spett.)\| Arbitro: \| Proietti (Terni) \| |
| Arbitro:                                           | Proietti (Terni) |               |         |                                                                 |

| Teramo 8 ottobre 2016, ore 18:30 CEST 8ª giornata | Teramo         | 0 – 0 referto | Padova | Gaetano Bonolis (2 348 spett.)\| Arbitro: \| Volpi (Arezzo) \| |
| Arbitro:                                          | Volpi (Arezzo) |               |        |                                                                |

| Arbitro: | Guccini (Albano Laziale) |

|                                  |           |  |
| M. Russo 32’ (rig.) Altinier 50’ | Marcatori |  |

| Arbitro: | Cudini (Fermo) |

|                |           |                                 |
| Dalla Bona 67’ | Marcatori | 22’ (rig.) M. Russo 34’ Favalli |

| Arbitro: | Panarese (Lecce) |

|              |           |  |
| Alfageme 32’ | Marcatori |  |

| Arbitro: | Pagliardini (Arezzo) |

|                             |           |              |
| Grandolfo 4’ N. Bianchi 47’ | Marcatori | 12’ M. Russo |

| Arbitro: | Andreini (Forlì) |

|                          |           |             |
| Favalli 78’ Alfageme 82’ | Marcatori | 58’ Gerardi |

| Arbitro: | Pillitteri (Palermo) |

|            |           |                                             |
| Calaiò 26’ | Marcatori | 28’, 36’ Altinier 52’ Mazzocco 68’ M. Russo |

| Arbitro: | Fourneau (Roma) |

|                     |           |                                                  |
| De Risio 25’ (aut.) | Marcatori | 28’ Dettori 45’ (rig.) M. Russo 89’ Neto Pereira |

| Arbitro: | Prontera (Bologna) |

|                                         |           |                                          |
| Dettori 48’ Mandorlini 70’ Altinier 79’ | Marcatori | 39’, 68’ Berrettoni 51’, 64’ (rig.) Arma |

| Arbitro: | Pasciuta (Ravenna) |

|                      |           |                              |
| Samb 32’ Momentè 85’ | Marcatori | 38’ Neto Pereira 60’ Favalli |

| Arbitro: | Paolini (Ascoli Piceno) |

|                          |           |  |
| Emerson 33’ Altinier 62’ | Marcatori |  |

| Lumezzane 18 dicembre 2016, ore 14:30 CEST 19ª giornata | Lumezzane           | 0 – 0 referto | Padova | Stadio Tullio Saleri (500 spett.)\| Arbitro: \| De Regimis (Teramo) \| |
| Arbitro:                                                | De Regimis (Teramo) |               |        |                                                                        |

#### Girone di ritorno
| Arbitro: | Schirru (Nichelino) |

|                     |           |  |
| M. Russo 17’ (rig.) | Marcatori |  |

| Arbitro: | Zingarelli (Siena) |

|  |           |                                            |
|  | Marcatori | 6’ Neto Pereira 45’ Mandorlini 71’ Favalli |

| Arbitro: | Massimi (Termoli) |

|               |           |  |
| Capellini 45’ | Marcatori |  |

| Arbitro: | Miele (Torino) |

|                                               |           |  |
| Neto Pereira 35’ Altinier 56’ Cappelletti 60’ | Marcatori |  |

| Arbitro: | Mantelli (Brescia) |

|  |           |                     |
|  | Marcatori | 50’ (rig.) M. Russo |

| Arbitro: | Luciano (Lamezia Terme) |

|              |           |            |
| Altinier 45’ | Marcatori | 90’ Romano |

| Arbitro: | Mei (Pesaro) |

|  |           |              |
|  | Marcatori | 90’ Alfageme |

| Arbitro: | Viotti (Tivoli) |

|             |           |  |
| Dettori 72’ | Marcatori |  |

| Arbitro: | Camplone (Pescara) |

|                    |           |              |
| Cesarini 8’ (rig.) | Marcatori | 10’ Altinier |

| Arbitro: | Dionisi (L'Aquila) |

|                           |           |  |
| Altinier 44’ De Cenco 90’ | Marcatori |  |

| Arbitro: | Fourneau (Roma) |

|  |           |                  |
|  | Marcatori | 21’ Neto Pereira |

| Arbitro: | Volpi (Arezzo) |

|              |           |  |
| De Cenco 65’ | Marcatori |  |

| Arbitro: | Piscopo (Imperia) |

|                   |           |              |
| Bracaletti 7’ 34’ | Marcatori | 67’ Altinier |

| Arbitro: | Balice (Termoli) |

|                |           |                      |
| Mandorlini 88’ | Marcatori | 1’ Baraye 34’ Calaiò |

| Arbitro: | Giua (Pisa) |

|  |           |           |
|  | Marcatori | 47’ Moreo |

| Arbitro: | Valiante (Nocera Inferiore) |

|                   |           |  |
| Burrai 24’ (rig.) | Marcatori |  |

| Arbitro: | Santoro (Messina) |

|                          |           |                  |
| Altinier 15’ Favalli 54’ | Marcatori | 4’, 66’ Paolucci |

| Arbitro: | Capone (Palermo) |

|                    |           |  |
| Gliozzi 32’ (rig.) | Marcatori |  |

| Arbitro: | Bertani (Pisa) |

|                             |           |  |
| Altinier 35’ Mandorlini 75’ | Marcatori |  |

### Coppa Italia
| Arbitro: | Pietropaolo (Modena) |

|                                         |                      |                                   |
| Ilari Mandorlini Madonna Filipe Emerson | Tiri di rigore 3 – 4 | Székely Valente Cusaro Lillo Jeda |

### Coppa Italia Lega Pro

#### 5º Turno
| Arbitro: | Sozza (Seregno) |

|                        |           |                |
| Fantacci 12’ Cisco 18’ | Marcatori | 68’ N. Bianchi |

#### Ottavi di finale
| Arbitro: | Paterna (Teramo) |

|  |           |            |
|  | Marcatori | 12’ Gaiola |

#### Quarti di finale
| Arbitro: | Perotti (Legnano) |

|  |           |              |
|  | Marcatori | 11’ De Cenco |

#### Semifinale
| Arbitro: | Robilotta (Sala Consilina) |

|              |           |                |
| Mazzocco 35’ | Marcatori | 29’ N. Ferrari |

| Arbitro: | Guccini (Alatri) |

|                           |           |              |
| Fabiano 2’ 68’ Štulac 48’ | Marcatori | 59’ De Cenco |

## Statistiche
Statistiche aggiornate al 30 giugno 2017.

### Statistiche di squadra
| Competizione          | Punti | In casa | In casa | In casa | In casa | In casa | In casa | In trasferta | In trasferta | In trasferta | In trasferta | In trasferta | In trasferta | Totale | Totale | Totale | Totale | Totale | Totale | DR  |
| Competizione          | Punti | G       | V       | N       | P       | Gf      | Gs      | G            | V            | N            | P            | Gf           | Gs           | G      | V      | N      | P      | Gf     | Gs     | DR  |
| --------------------- | ----- | ------- | ------- | ------- | ------- | ------- | ------- | ------------ | ------------ | ------------ | ------------ | ------------ | ------------ | ------ | ------ | ------ | ------ | ------ | ------ | --- |
| Lega Pro - Girone B   | 66    | 19      | 11      | 5       | 3       | 28      | 13      | 19           | 8            | 4            | 7            | 22           | 18           | 38     | 19     | 9      | 10     | 50     | 31     | +19 |
| Coppa Italia Lega Pro |       | 2       | 1       | 1       | 0       | 3       | 2       | 3            | 2            | 0            | 1            | 3            | 3            | 5      | 3      | 1      | 1      | 6      | 5      | +1  |
| Coppa Italia          |       | 1       | 0       | 1       | 0       | 0       | 0       | 0            | 0            | 0            | 0            | 0            | 0            | 1      | 0      | 1      | 0      | 0      | 0      | 0   |
| Totale                | 66    | 22      | 12      | 7       | 3       | 31      | 16      | 22           | 10           | 4            | 8            | 25           | 21           | 44     | 22     | 11     | 11     | 56     | 36     | +20 |

### Andamento in campionato
| Giornata  | 1  | 2  | 3  | 4  | 5  | 6  | 7 | 8  | 9 | 10 | 11 | 12 | 13 | 14 | 15 | 16 | 17 | 18 | 19 | 20 | 21 | 22 | 23 | 24 | 25 | 26 | 27 | 28 | 29 | 30 | 31 | 32 | 33 | 34 | 35 | 36 | 37 | 38 |
| --------- | -- | -- | -- | -- | -- | -- | - | -- | - | -- | -- | -- | -- | -- | -- | -- | -- | -- | -- | -- | -- | -- | -- | -- | -- | -- | -- | -- | -- | -- | -- | -- | -- | -- | -- | -- | -- | -- |
| Luogo     | T  | C  | C  | T  | C  | T  | C | T  | C | T  | C  | T  | C  | T  | T  | C  | T  | C  | T  | C  | T  | T  | C  | T  | C  | T  | C  | T  | C  | T  | C  | T  | C  | C  | T  | C  | T  | C  |
| Risultato | R  | N  | V  | P  | N  | V  | N | N  | V | V  | V  | P  | V  | V  | V  | P  | N  | V  | P  | V  | V  | P  | V  | V  | N  | V  | V  | N  | V  | V  | V  | P  | P  | P  | P  | N  | P  | V  |
| Posizione | 12 | 14 | 12 | 13 | 12 | 10 | 9 | 10 | 9 | 9  | 6  | 9  | 7  | 6  | 4  | 5  | 5  | 4  | 4  | 4  | 3  | 4  | 4  | 3  | 3  | 3  | 3  | 3  | 3  | 2  | 2  | 3  | 3  | 4  | 4  | 4  | 4  | 4  |

Fonte:  Lega Pro Girone B, su calcio.com.
Legenda:

Luogo: C = Casa; T = Trasferta. Risultato: R = Rinviata; V = Vittoria; N = Pareggio; P = Sconfitta.

### Statistiche dei giocatori
| Giocatore      | Lega Pro – Girone B | Lega Pro – Girone B | Lega Pro – Girone B | Lega Pro – Girone B | Coppa Italia | Coppa Italia | Coppa Italia | Coppa Italia | Coppa Italia Lega Pro | Coppa Italia Lega Pro | Coppa Italia Lega Pro | Coppa Italia Lega Pro | Totale   | Totale | Totale      | Totale     |
| Giocatore      | Presenze            | Reti                | Ammonizioni         | Espulsioni          | Presenze     | Reti         | Ammonizioni  | Espulsioni   | Presenze              | Reti                  | Ammonizioni           | Espulsioni            | Presenze | Reti   | Ammonizioni | Espulsioni |
| -------------- | ------------------- | ------------------- | ------------------- | ------------------- | ------------ | ------------ | ------------ | ------------ | --------------------- | --------------------- | --------------------- | --------------------- | -------- | ------ | ----------- | ---------- |
| G. Bindi       | 38                  | -31                 | 2                   | 0                   | 1            | -0           | 0            | 0            | -                     | -                     | -                     | -                     | 39       | -31    | 2           | 0          |
| A. Tentardini  | 10                  | 0                   | 1                   | 0                   | 1            | 0            | 0            | 0            | 5                     | 0                     | 1                     | 0                     | 16       | 0      | 2           | 0          |
| A. Favalli     | 35                  | 5                   | 4                   | 0                   | 1            | 0            | 0            | 0            | 0                     | 0                     | 0                     | 0                     | 36       | 5      | 4           | 0          |
| L. Berardocco  | 9                   | 0                   | 1                   | 0                   | -            | -            | -            | -            | 2                     | 0                     | 1                     | 0                     | 11       | 0      | 2           | 0          |
| F. Dettori     | 37                  | 4                   | 10                  | 0                   | 1            | 0            | 0            | 0            | 1                     | 0                     | 0                     | 0                     | 39       | 4      | 10          | 0          |
| M. Mandorlini  | 37                  | 4+1                 | 8                   | 0                   | 1            | 0            | 0            | 0            | 1                     | 0                     | 0                     | 0                     | 39       | 5      | 8           | 0          |
| T. Fantacci    | 5                   | 0                   | 1                   | 0                   | 0            | 0            | 0            | 0            | 2                     | 1                     | 0                     | 0                     | 7        | 1      | 1           | 0          |
| C. De Risio    | 18                  | 0                   | 4                   | 0                   | 1            | 0            | 0            | 0            | 3                     | 0                     | 0                     | 0                     | 22       | 0      | 4           | 0          |
| C. Altinier    | 38                  | 14                  | 3                   | 0                   | -            | -            | -            | -            | -                     | -                     | -                     | -                     | 38       | 14     | 3           | 0          |
| Neto           | 24                  | 5                   | 4                   | 0                   | 1            | 0            | 0            | 0            | 3                     | 0                     | 0                     | 0                     | 28       | 5      | 4           | 0          |
| Y. Bobb        | 4                   | 0                   | 0                   | 0                   | -            | -            | -            | -            | 3                     | 0                     | 0                     | 0                     | 7        | 0      | 0           | 0          |
| A. Sbraga      | 15                  | 0                   | 2                   | 0                   | 1            | 0            | 0            | 0            | 5                     | 0                     | 1                     | 0                     | 21       | 0      | 3           | 0          |
| D. Monteleone  | 0                   | 0                   | 0                   | 0                   | -            | -            | -            | -            | 5                     | 0                     | 1                     | 0                     | 5        | 0      | 1           | 0          |
| N. Madonna     | 36                  | 2                   | 2                   | 0                   | 1            | 0            | 0            | 0            | 2                     | 0                     | 0                     | 0                     | 39       | 2      | 2           | 0          |
| R. Gaiola      | 3                   | 0                   | 0                   | 0                   | -            | -            | -            | -            | 3                     | 1                     | 1                     | 0                     | 6        | 1      | 1           | 0          |
| D. Mazzocco    | 35                  | 1                   | 6                   | 0                   | 0            | 0            | 0            | 0            | 3                     | 1                     | 1                     | 0                     | 38       | 2      | 7           | 0          |
| M. Russo       | 33                  | 7                   | 4                   | 0                   | 1            | 0            | 0            | 0            | 2                     | 0                     | 1                     | 0                     | 36       | 7      | 5           | 0          |
| A. Boniotti    | 9                   | 0                   | 0                   | 0                   | -            | -            | -            | -            | 4                     | 0                     | 2                     | 1                     | 13       | 0      | 2           | 1          |
| L. Alfageme    | 33                  | 3                   | 6                   | 1                   | -            | -            | -            | -            | 1                     | 0                     | 1                     | 0                     | 34       | 3      | 7           | 1          |
| A. Favaro      | 1                   | -3                  | 0                   | 0                   | 0            | 0            | 0            | 0            | 5                     | -5                    | 1                     | 0                     | 6        | -8     | 1           | 0          |
| D. Cappelletti | 34                  | 2                   | 7                   | 0                   | 0            | 0            | 0            | 0            | 2                     | 0                     | 0                     | 0                     | 36       | 2      | 7           | 0          |
| Emerson        | 38                  | 1                   | 5                   | 0                   | 1            | 0            | 0            | 0            | 0                     | 0                     | 0                     | 0                     | 39       | 1      | 5           | 0          |
| C. De Cenco    | 15                  | 2                   | 2                   | 0                   | -            | -            | -            | -            | 3                     | 2                     | 0                     | 0                     | 18       | 4      | 2           | 0          |

## Giovanili

### Organigramma settore giovanile
Come riporta il sito ufficiale:
Responsabili
- Presidente settore giovanile: Massimo Poliero
- Responsabile settore giovanile: Giorgio Molon
- Responsabile attività di base: Alberto Piva
- Responsabile scouting: Ottorino Cavinato

Area dirigenziale
- Logistica: Mauro Goldin
- Tutor foresteria: Marco dal Moro

Organigramma tecnico
- Maestro della tecnica: Luigi Capuzzo
- Responsabile portieri: Andrea Cano
- Preparatori atletici: Matteo Zambello, Andrea Nonnato, Alessandro Pastore, Andrea De Rossi, Vincenzo Piermatteo
- Collaboratori tecnici: Andrea Baldin, Daniele Bargellini
- Squadra Berretti – Matteo Barella (allenatore) – Marco Dal Moro (assistente)
- Squadra Under 17 Lega Pro – Josè Maria La Cagnina (allenatore) – Luca Nadalet (assistente)
- Squadra Under 16 Lega Pro – Massimo Pedriali (allenatore) – Simone Viale (assistente)
- Squadra Under 15 Lega Pro – Lorenzo Simeoni (allenatore) – Daniel Cavinato (assistente)
- Squadra Giovanissimi Regionali Fascia “B” – Massimiliano Saccon (allenatore) – Jacopo Zennaro (assistente)
- Squadra Giovanissimi Professionisti Regionali – Lucio Zanin (allenatore) – Andrea Bonfanti (assistente)
- Squadra Esordienti Academy (2005) – Cosimo Chiefa (allenatore) – Riccardo Viola (assistente)
- Squadra Esordienti Academy (2006) – Davide Checchini (allenatore) – Michael Dozzo (assistente)
- Squadra Pulcini Academy (2007) – Luca Nadalet (allenatore) – Giulio Castiglioni (assistente)
- Squadra Pulcini Academy (2008) – Simone Viale (allenatore)

Saff Sanitario
- Resp. Sanitario Settore Giovanile: Stefano Paiaro
- Medici: Gino Degano, Daniele Numitore
- Fisioterapisti: Renato Norbiato, Filippo Ranzato, Marco Cosaro, Caterina Zuin, Nicola Raccagni
- Posturologo: Cristian Viola

### Piazzamenti
- Berretti:
  - Allenatore: Barella Matteo
  - Campionato: 11º classificato
- Allievi Nazionali Lega Pro:
  - Allenatore: La Cagnina Josè Maria
  - Campionato: vincitore
- Giovanissimi Nazionali:
  - Allenatore: Pedriali Massimo
  - Campionato: 2º classificato
- Giovanissimi Sperimentali:
  - Allenatore: Saccon Massimiliano
  - Campionato: 4º classificato